# Amastus ramona
Amastus ramona là một loài bướm đêm thuộc phân họ Arctiinae, họ Erebidae.